# 2Xtreme
2Xtreme è un videogioco simulatore di guida pubblicato dalla Sony Computer Entertainment nel 1996 per PlayStation. Il giocatore gareggia contro gli avversari in gare di rollerblade, skateboard, ciclismo e snowboard. Questo gioco è il seguito di ESPN Extreme Games e ha come seguito 3Xtreme.

## Modalità di gioco
In 2Xtreme, il giocatore deve superare varie gare di diversi sport estremi. Nel gioco è possibile scegliere quattro diversi livelli di difficoltà. Inoltre, in 2Xtreme è possibile scegliere la modalità Esibizione in cui si può gareggiare su un tracciato a scelta oppure la modalità Stagione. In questo videogioco è anche disponibile giocare in modalità multiplayer.